# Hospital Naval Puerto Belgrano

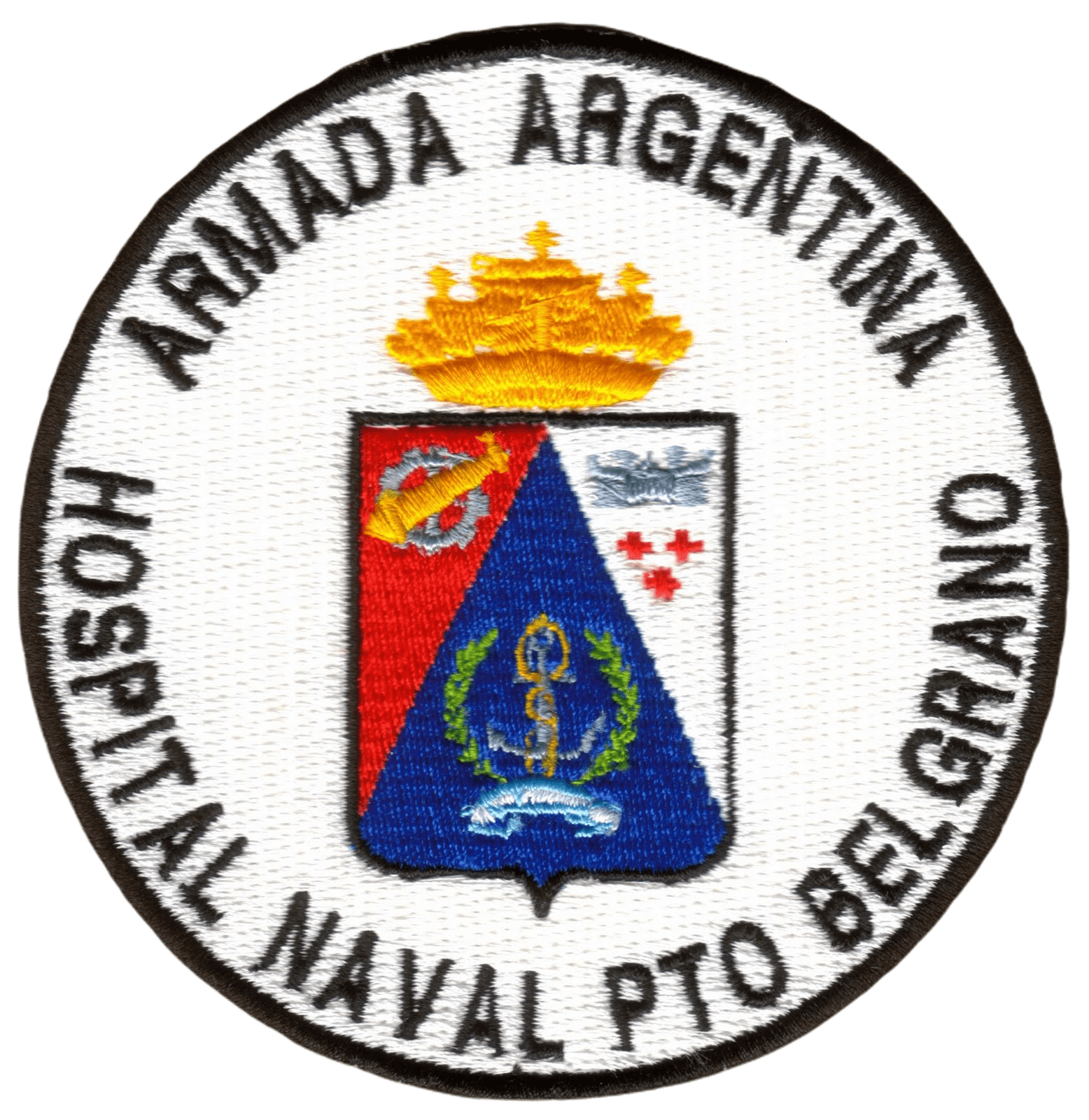

El Hospital Naval Puerto Belgrano (HNPB) forma parte de la base naval del mismo nombre perteneciente a la Armada de la República Argentina. Está ubicado en dicha base, partido de Coronel Rosales, provincia de Buenos Aires, Argentina.
Fue construido entre 1898 y 1900, como parte de la base naval, siendo fundado en 1900. A lo largo del siglo XX su capacidad fue incrementada en distintas instancias.
Dado a sus dimensiones, no sólo brinda un servicio médico asistencial al personal civil y militar de la Armada, sino también a quienes habitan la Región Sanitaria Nº1 ubicada en el sur de la provincia de Buenos Aires. También interviene en la evaluación de la aptitud sanitaria de los aspirantes de la Escuela de Suboficiales de la Armada y en el apoyo sanitario a ejercicios militares y a misiones de paz de la Organización de Naciones Unidas.
En 2020 participó, en el marco de la Operación Belgrano I, de la lucha contra la pandemia de COVID-19 en Argentina. En 2021 su participación pasó a la vacunación, en la Operación Belgrano II.

## Instalaciones

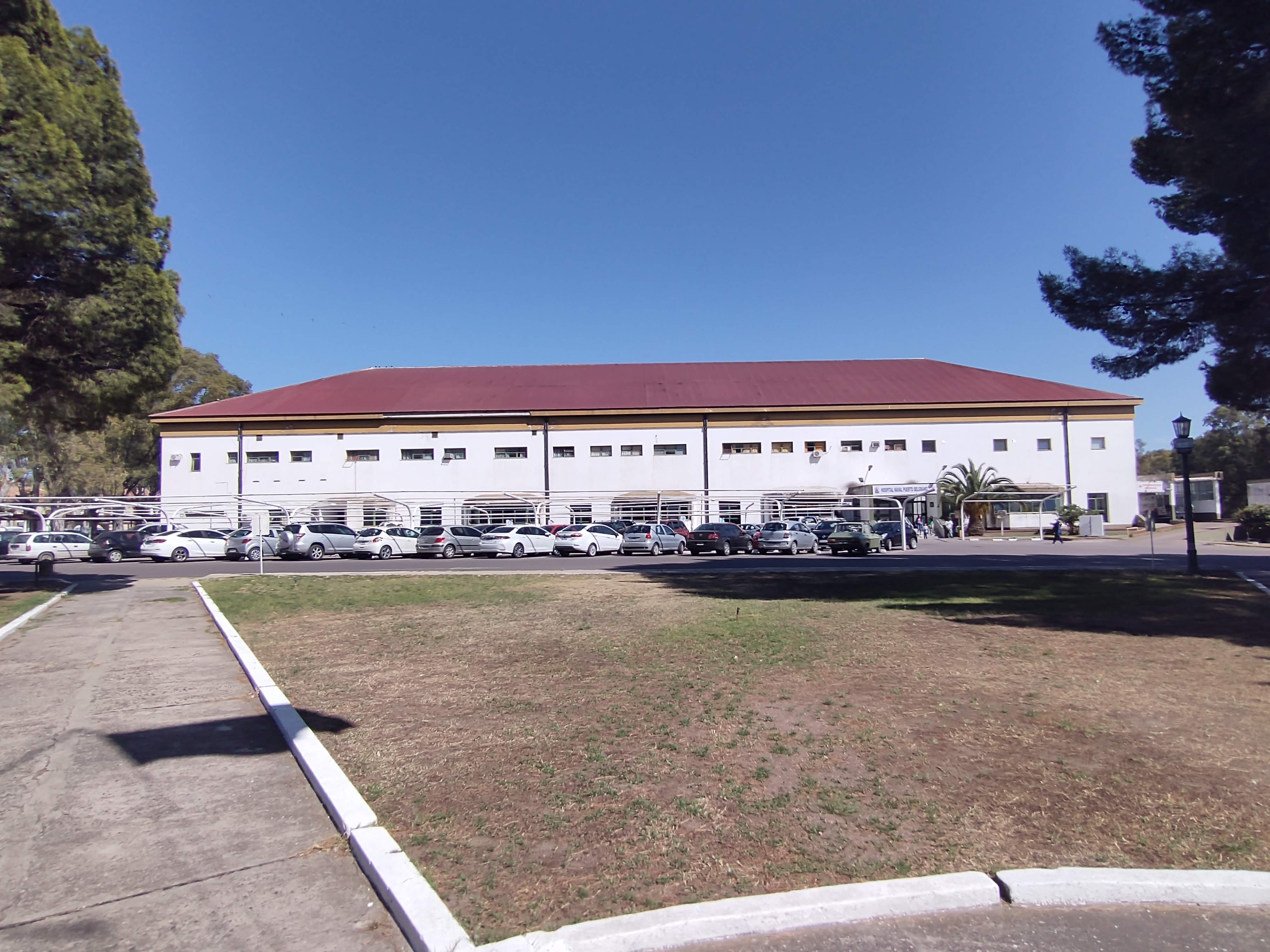
Hospital Naval Puerto Belgrano.

Las instalaciones del Hospital Naval ocupan 29.000 metros cuadrados de superficie cubierta, hecho que posiciona  al establecimiento con las características de un hospital general de agudos con un nivel de complejidad 8, ya que dispone de casi la totalidad de las subespecialidades médicas y además mantiene actividades permanentes de docencia e investigación.
Cuenta con una farmacia, una  capilla de Hermanas Franciscanas, una morgue, un Centro Quirúrgico, un Laboratorio, Terapia Intensiva y el área de Consultorios Externos y de diversos departamentos, como el de Cirugía, Medicina, Diagnóstico y Tratamiento, Bioquímica, Farmacia y Esterilización, Docencia e Investigación y Medicina Crítica.